# 代博湖
代博湖（法語：Lac Débo）是非洲的湖泊，位於馬里中部尼日爾河流域，面積160平方公里，分別距離莫普提和莫普提約80公里和240公里，受濕地公約保護。